# Герб Михайлівського району
Герб Миха́йлівського райо́ну — офіційний символ Михайлівського району Запорізької області, затверджений 19 лютого 2003 року на десятій сесії районної ради Михайлівського району.
Автор герба — Терещенко О. І.

## Опис
Герб району являє собі прямокутний щит з півколом в основі, на якому на синьо-зеленому полі зображено сніп стиглої пшениці, як символ хліборобського краю. Промені сонця символізують десять територій району (десять сільських та селищних рад). Над снопом розташована стрічка, яка утворює букву «М» (Михайлівський край) Стрічка синьо-жовтого кольору — кольору державного прапора.